# Czaszówka mitrowatozarodnikowa
Czaszówka mitrowatozarodnikowa, łysiczka mitrowatozarodnikowa (Deconica phyllogena (Sacc.) Noordel.) – gatunek grzybów należący do rodziny pierścieniakowatych (Strophariaceae).

## Systematyka i nazewnictwo
Pozycja w klasyfikacji według Index Fungorum: Deconica, Strophariaceae, Agaricales, Agaricomycetidae, Agaricomycetes, Agaricomycotina, Basidiomycota, Fungi.
Po raz pierwszy takson ten zdiagnozował w 1887 r. Pier Andrea Saccardo nadając mu nazwę Hypholoma phyllogenum. Obecną, uznaną przez Index Fungorum nazwę nadał mu w 2009 r. Machiel Evert Noordeloos.
Synonimy:

- Agaricus phyllogenus Peck 1874
- Agaricus rhombisporus Britzelm. 1893
- Deconica rhombispora (Britzelm.) Singer 1951
- Geophila rhombispora (Britzelm.) Kühner & Romagn. 1953
- Hypholoma phyllogenum Sacc. 1887
- Psilocybe phyllogena (Sacc.) Peck 1912
- Psilocybe phyllogena var. modesta Peck 1912
- Psilocybe rhombispora (Britzelm.) Sacc. 1895

Nazwę polską zaproponował Władysław Wojewoda w 2003 r. Wówczas takson ten zaliczany był do rodzaju Psilocybe (łysiczka). Po przeniesieniu go do rodzaju Deconica nazwa polska stała się niespójna z nazwą naukową. W 2025 r. Komisja ds. Polskiego Nazewnictwa Grzybów Polskiego Towarzystwa Mykologicznego zarekomendowała nazwę czaszóweczka mitrowatozarodnikowa.

## Morfologia
Kapelusz
Średnica 0,5–2,5 (3,5) cm, początkowo dzwonkowaty, potem wypukły, w końcu płaskowypukły, często lekko wklęsły na środku. Brzeg początkowo podwinięty, potem równy. Jest higrofaniczny; w stanie wilgotnym półprzezroczysty i prążkowany, wyraźnie lepki, matowy, czerwonawo brązowy do różowo brązowego, w stanie suchym różowo żółty, do ochrowego. Powierzchnia gładka, często z resztkami osłony.
Blaszki
Przyrośnięte do zbiegających, średnio gęste, brzuchate, nierówne, o szerokości do 5 mm. Liczba blaszek 10–20, występują międzyblaszki (l = 3–5). Blaszki początkowo żółtobrązowe, potem fioletowo szare. Ostrza nieco jaśniejsze.
Trzon
Wysokość 2–6 cm, grubość 1–3 mm, cylindryczny, prosty, początkowo pełny, potem pusty. Powierzchnia żółto brązowa w górnej części, czerwono brązowa do prawie czarnej w kierunku podstawy, pokryta srebrzystymi włókienkami.
Miąższ
W kapeluszu i w górnej części trzonu ochrowo żółty, u podstawy trzonu ciemnobrązowy. Brak wyraźnego zapachu, smak lekko zjełczały.
Cechy mikroskopowe
Wysyp zarodników brązowo-fioletowy. Podstawki 4-sterygmowe, ze sprzążkami u podstawy, 14–23 × 3–7,5 μm. Zarodniki silnie romboidalne do mitrowatych, silnie spłaszczone, w widoku z boku elipsoidalne, gładkie, grubościenne, z wyraźną porą rostkową, brązowe, o wymiarach 5,5–8 × 4,5–7 × 3,5–4 μm. Cheilocystydy o wymiarach 28–46 × 3–10 μm, nieregularnie wrzecionowate do butelkowatych, z szyją o średnicy do 1,5–3 μm. Pleurocystyd brak. Kaulocystydy liczne na szczycie trzonu, prawie cylindryczne do wrzecionowatych, o wymiarach, 24–50 × 3–1 μm. Trama blaszek regularna, złożona ze strzępek o wymiarach 22–95 × 3–11 μm. Skórka kapelusza zbudowana z cienkiej warstwy cylindrycznych strzępek o średnicy 2–7 μm, o drobno inkrustowanych ścianach. Strzępki pod skórką nabrzmiałe, żółtobrązowe 15–95 × 3–8 (12) μm.

## Występowanie i siedlisko
Łysiczka mitrowatozarodnikowa występuje w niektórych rejonach Kanady i w niektórych krajach Europy. W piśmiennictwie naukowym na terenie Polski do 2016 r. podano 4 stanowiska (wszystkie na południu Polski). Nowe stanowiska podaje także internetowy atlas grzybów. Zaliczona w nim jest do gatunków zagrożonych i chronionych.
Saprotrof rozwijający się na szczątkach drzewnych lub trocinach itp. Występuje w lasach liściastych i iglastych, parkach, na różnego rodzaju glebach, często w bagnistych środowiskach. Owocniki wyrastają od wiosny do jesieni.